# Шимківська сільська рада
Ши́мківська сільська́ ра́да — колишня адміністративно-територіальна одиниця та орган місцевого самоврядування в Ананьївському районі Одеської області. Адміністративний центр — село Шимкове.

## Загальні відомості
Шимківська сільська рада утворена в 1961 році.
- Територія ради: 51,26 км²
- Населення ради: 837 осіб (станом на 2001 рік)
- Територією ради протікає річка Журавка

## Населені пункти
Сільській раді підпорядковані населені пункти:
- с. Шимкове
- с. Амури
- с. Вербове

## Населення
Згідно з переписом 1989 року населення сільської ради становило 1897 осіб, з яких 848 чоловіків та 1049 жінок.
За переписом населення 2001 року в сільській раді мешкало 837 осіб.

### Мова
Розподіл населення за рідною мовою за даними перепису 2001 року:
| Мова       | Відсоток |
| ---------- | -------- |
| українська | 91,28 %  |
| молдовська | 4,78 %   |
| російська  | 3,82 %   |

## Склад ради
Рада складається з 14 депутатів та голови.
- Голова ради: Середа Віктор Федорович
- Секретар ради: Мунтян Наталя Григорівна

### Керівний склад попередніх скликань
| Прізвище, ім'я, по батькові | Основні відомості                                                                        | Дата обрання | Дата звільнення |
| --------------------------- | ---------------------------------------------------------------------------------------- | ------------ | --------------- |
| Шершун Петро Олексійович    | Сільський голова, 1949 року народження, член Української селянської демократичної партії | 26.03.2006   | 31.10.2010      |
| Середа Віктор Федорович     | Сільський голова, 1954 року народження, освіта середня спеціальна, член Партії регіонів  | 31.10.2010   |                 |

Примітка: таблиця складена за даними сайту Верховної Ради України

### Депутати
За результатами місцевих виборів 2010 року депутатами ради стали:

#### За суб'єктами висування
| Суб'єкт висування                                       | Кількість обраних депутатів | %    |
| ------------------------------------------------------- | --------------------------- | ---- |
| Політична партія Всеукраїнське об'єднання «Батьківщина» | 7                           | 50   |
| Самовисування                                           | 6                           | 42,9 |
| Партія «Соціалістична Україна»                          | 1                           | 7,1  |

#### За округами
| № округу                                                | Прізвище, ім'я, по батькові   | Дата визнання обраним | Освіта             | Партійна приналежність                        | Відомості про обраного депутата                      |
| ------------------------------------------------------- | ----------------------------- | --------------------- | ------------------ | --------------------------------------------- | ---------------------------------------------------- |
| Партія «Соціалістична Україна»                          |                               |                       |                    |                                               |                                                      |
| 2                                                       | Юровська Лариса Миколаївна    | 03.11.2010            | середня спеціальна | член Партії «Соціалістична Україна»           | тимчасово не працює                                  |
| Політична партія Всеукраїнське об'єднання «Батьківщина» |                               |                       |                    |                                               |                                                      |
| 1                                                       | Савченко Едуард Олександрович | 03.11.2010            | середня            | член Всеукраїнського об'єднання «Батьківщина» | Коханівський лісхоз                                  |
| 5                                                       | Ситник Людмила Олександрівна  | 03.11.2010            | вища               | член Всеукраїнського об'єднання «Батьківщина» | загальноосвітня школа І-ІІІ ст.                      |
| 6                                                       | Бойко Олена Василівна         | 03.11.2010            | середня спеціальна | член Всеукраїнського об'єднання «Батьківщина» | , соц. працівник                                     |
| 8                                                       | Сендик Інна Василівна         | 03.11.2010            | середня спеціальна | член Всеукраїнського об'єднання «Батьківщина» | загальноосвітня школа І-ІІІ ст., кухар               |
| 10                                                      | Боханцева Алла Вікторівна     | 03.11.2010            | середня            | член Всеукраїнського об'єднання «Батьківщина» | тимчасово не працює                                  |
| 12                                                      | Марчук Валентина Іванівна     | 03.11.2010            | середня            | член Всеукраїнського об'єднання «Батьківщина» | фельдшерсько-акушерський пункт с. Вербове, санітарка |
| 14                                                      | Фурман Микола Григорович      | 03.11.2010            | середня            | член Всеукраїнського об'єднання «Батьківщина» | тимчасово не працює                                  |
| Самовисування                                           |                               |                       |                    |                                               |                                                      |
| 3                                                       | Бузюк Тетяна Олександрівна    | 03.11.2010            | вища               | позапартійна                                  | приватний підприємець                                |
| 4                                                       | Парамонов Віктор Миколайович  | 03.11.2010            | середня спеціальна | член Партії регіонів                          | Укртелеком                                           |
| 7                                                       | Мунтян Наталя Григорівна      | 03.11.2010            | вища               | позапартійна                                  | Шимківська сільська рада, секретар                   |
| 9                                                       | Магденко Галина Сергіївна     | 03.11.2010            | середня спеціальна | член Всеукраїнського об'єднання «Батьківщина» | Шимківська сільська рада, бухгалтер                  |
| 11                                                      | Кузнєцова Валентина Юріївна   | 03.11.2010            | середня            | член Партії регіонів                          | соц. працівник                                       |
| 13                                                      | Савченко Лілія Григорівна     | 23.02.2015            | середня            | позапартійна                                  | тимчасово не працює                                  |